# Крылов, Гурий Асафович
Гу́рий Аса́фович Крыло́в (1805—1841) — русский живописец, последователь Алексея Венецианова, портретист и мастер исторической картины; академик Императорской Академии художеств.

## Биография
Был крепостным поручика Егора Скудинова. Приехал в Санкт-Петербург в 1824 году. В это время живёт у своего владельца в казённом доме лейб-гвардии Гренадерского полка. С 24 августа 1825 года Крылов начинает посещать в качестве вольноприходящего художника классы Императорской Академии художеств.
Получил пенсион от Императорского общества поощрения художеств. Входил в круг художников-учеников А. Г. Венецианова, хотя документальных свидетельств ученичества конкретно Гурия Крылова не сохранилось.
К 1826 году относится жанровый интерьер «Кухня» (находится в Русском музее).
Получил вольную в июле 1828 года. Обучается как своекоштный студент в Медико-хирургической академии (1828—1831), продолжая посещать рисовальные классы Академии художеств.
К 1829 году относится картина «Иоанн Креститель с ягненком» (в Русском музее) — копия с картины неизвестного мастера по оригиналу Бартоломе Эстебана Мурильо.
Получил от Академии художеств звание свободного художника (1833) за «Портрет Витовтова». В 1830-х годах живописец работает в области портрета.
В мае 1836 года Гурий Крылов получил звание «назначенного в академики» (1836) и вместе с этим программу на звание академика исторической живописи: он должен был изобразить «Моисея, Смотрящего с горы на обетованную землю». Картина была успешно выполнена и экспонировалась на академической выставке 1836 года.
Был удостоен звания академика живописи (1839) за портрет ректора скульпторы Академии художеств В. И. Демут-Малиновского.
Последними работами художника были два образа: «Саваоф» и «12 годичных праздников».
- Работы Г. А. Крылова
- Кухня (1826)
- Портрет купца
- Портрет скульптора В. И. Демут-Малиновского (1839)